# Belagerung von Belfort
Weißenburg – Spichern – Wörth – Colombey – Straßburg – Toul – Mars-la-Tour – Gravelotte – Metz – Beaumont – Noisseville – Sedan – Sceaux – Chevilly – Bellevue – Artenay – Châtillon – Châteaudun – Le Bourget – Coulmiers – Amiens – Beaune-la-Rolande – Villepion – Loigny und Poupry – Orléans – Villiers – Beaugency – Nuits – Hallue – Bapaume – Villersexel – Le Mans – Lisaine – Saint-Quentin – Buzenval – Paris – Belfort
Die Belagerung von Belfort, die vom 3. November 1870 bis zum 16. Februar 1871 dauerte, war eine Belagerung im Deutsch-Französischen Krieg. Die Stadt Belfort war nach dem Fall von Paris zusammen mit der Zitadelle von Bitsch der letzte belagerte Ort in Frankreich. Hier kam es zu den letzten größeren Gefechten des Krieges.

## Ausgangslage
Die Stadt Belfort eignete sich auf Grund ihrer natürlichen Lage für den Bau einer Festung. Sie wurde unter Ludwig XIV. angelegt und immer weiter modernisiert. 1814 wurde die Festung bereits längere Zeit belagert und musste sich letztlich ergeben. Bei Ausbruch des Krieges 1870 war Belfort Garnison und Festungsort. Bei Belfort sammelte sich unter dem Kommando von General Félix-Charles Douay das 7. Französische Korps, von dem aber nur eine Division einsatzbereit war, die in die ersten Kämpfe in der Schlacht bei Wörth eingreifen konnte. In Belfort blieben rund 17.000 Mann unter dem Kommando von Oberst Denfert-Rochereau zurück.
Erst nach dem Fall von Metz am 27. Oktober 1870 standen auf deutscher Seite genügend Truppen zur Verfügung, um verstärkt gegen die ostfranzösischen Festungen vorzugehen. Bis dahin stand hierfür nur das XIV. Korps unter dem Kommando von General August von Werder zur Verfügung, das nach dem Fall von Straßburg frei geworden war. General v. Tresckow hatte mit seiner 1. Landwehrdivision bei Straßburg gekämpft, sollte jetzt die weiteren Aktionen des XIV. Korps absichern und hierzu die Festung Belfort belagern. Dazu wurde seine Division durch Teile der 4. Reservedivision verstärkt.

## Belagerung

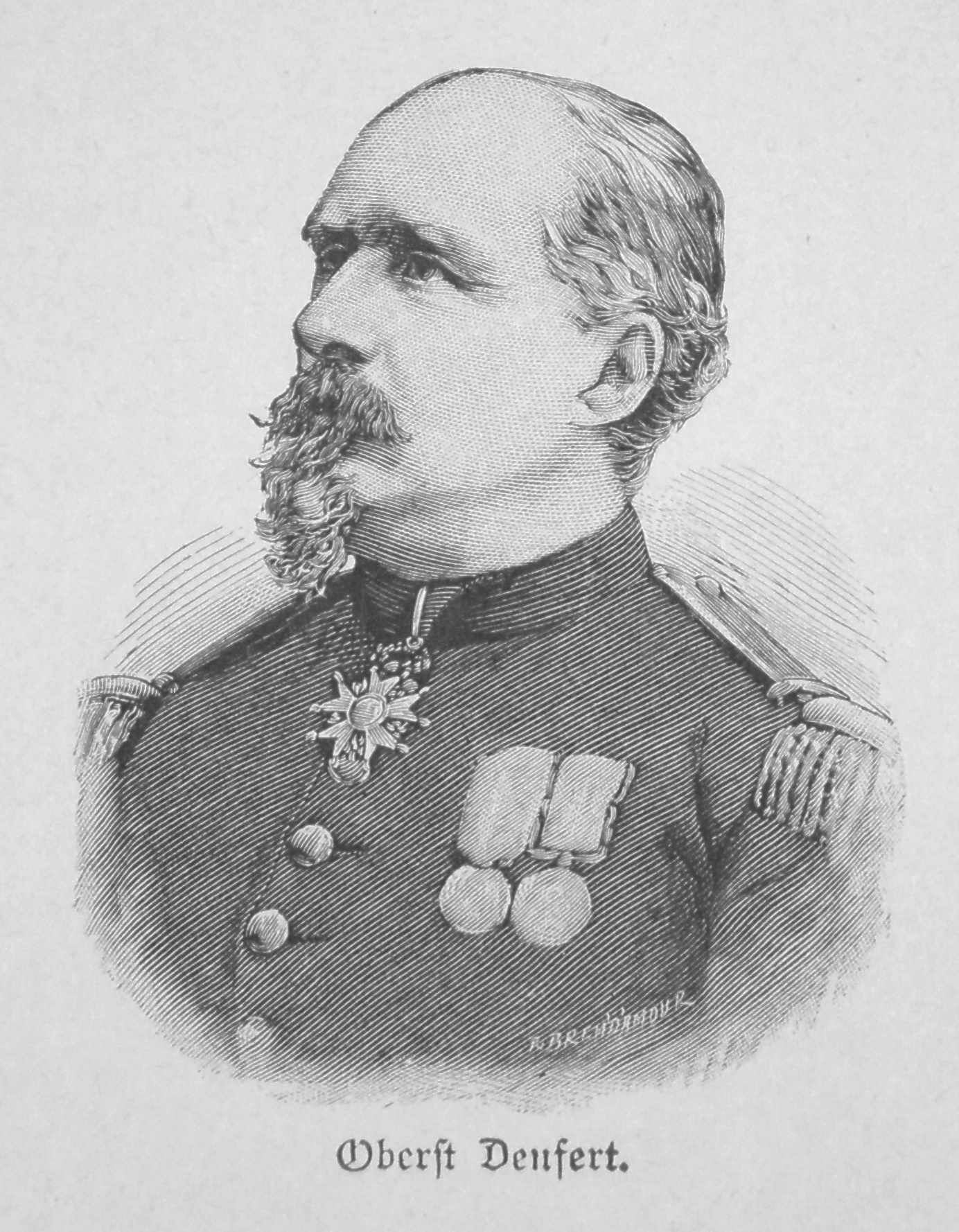
Oberst Denfert

Die Kämpfe begannen am 3. November 1870 mit der Einschließung.

„Durch die Belagerung von Belfort tritt das dritte preußische Reservecorps (von General v. Löwenfeld in Glogau gebildet), welches erst kürzlich am Oberrhein eingetroffen war, das erstemal in Action. Die Belagerung von Belfort war nothwendig, um Flanke und Rücken der im Saonethale vorrückenden Armee Werder's zu decken. Das befestigte Lager von Belfort faßt wohl 30.000 Mann, ist aber jetzt von etwa 10.000 Mann besetzt. Seine Bewältigung ist nöthig, denn es beherrscht die Einsattelung zwischen den Vogesen und dem Jura.“

Bis zum 23. November war das Vorterrain gegen mehrere Ausfälle erobert und gesichert worden. Das Schloss Montbéliard wurde am 9. November erobert. Die eigentliche Belagerung der Stadt und der Festung begann Anfang Dezember auf der Westseite; allerdings war diese nicht erfolgreich. Bis zum 21. Januar konnte der Belagerungsring zwar langsam enger geschlossen werden, jedoch waren die Angriffe auf die Festung erfolglos.
Seit dem 9. Januar waren Stärke und Richtung der Französischen Entsatzarmee durch die Erkenntnisse im Gefecht bei Villersexel bekannt. Um dieser Gefahr zu begegnen, wurden Teile der Belagerungsarmee und insbesondere Artillerie zurückgenommen und an der geplanten Verteidigungslinie an der Lisaine in Stellung gebracht. Vom 15. bis 17. Januar kam es zur Schlacht an der Lisaine. Die Beschießung der Festung und der Bau der Batterien wurden soweit möglich fortgesetzt, und die eingeschlossene Division ließ die günstige Gelegenheit zu einem Ausfall ungenutzt. Nachdem die Gefahr eines Entsatzes abgewehrt worden war und die Belagerungstruppen verstärkt wurden, erhöhten die Preußen ihren Druck auf die Festung. Das Fort des Basses Perches und das Fort des Hautes Perches wurden in der Nacht vom 26. auf den 27. Januar angegriffen. Dieser Sturmangriff wurde aber unter hohen Verlusten (etwa 500 Mann) zurückgeschlagen. Mit diesem Angriff in der Nacht zum Inkrafttreten des allgemeinen Waffenstillstandes, der jedoch die Gebiete um Belfort und die Ostarmee ausdrücklich ausnahm, sollten noch Fakten für die Zeit nach dem Krieg geschaffen werden. Der Angriff gegen die Forts wurde nach weiteren Vorbereitungen am 8. Februar erfolgreich wiederholt. Von diesen Positionen aus konnten die Zitadelle und die Forts La Miotte und La Justice erfolgreich beschossen werden. In einem mehrere Tage andauernden Artilleriegefecht erwies sich die deutsche Artillerie als deutlich überlegen. Die Festung konnte sich unter diesen Bedingungen nicht mehr lange halten.

## Übergabe und Folgen
Die Übergabe der Festung erfolgte auf ausdrücklichen Befehl der französischen Regierung unter Adolphe Thiers, da die Übergabe zur Bedingung für die Verlängerung des Waffenstillstandes gemacht wurde. Am 16. Februar 1871 wurde die Übergabekonvention geschlossen. Die Garnison erhielt freien Abzug unter Mitnahme ihrer Waffen und Feldgeschütze. Die Mitnahme der Festungsarchive wurde ebenfalls bewilligt. In der Konvention wurde die tapfere Verteidigung ausdrücklich anerkannt. Den abziehenden Franzosen wurden sogar die militärischen Ehren erwiesen.
Von den 17.000 französischen Soldaten waren 4.750 gefallen. Es gab große Opfer unter der Zivilbevölkerung, und die Stadt war durch die Beschießungen erheblich beschädigt worden.
Im abschließenden Friedensvertrag wurde festgeschrieben, dass das Territoire de Belfort anders als das restliche Département Haut-Rhin in französischem Besitz verblieb. Die deutschen Besatzungstruppen zogen sich 1873 aus Belfort zurück.

## Denkmäler
Das Denkmal Löwe von Belfort, ein Werk von Frédéric-Auguste Bartholdi, wurde als Andenken an die Verteidiger aufgestellt. Dem Verteidiger Denfert-Rochereau wurde auf dem Place de la République in Belfort ein Denkmal gesetzt, außerdem wurde in Paris der Place Denfert-Rochereau nach ihm benannt.